# Lindernia brachyphylla
Lindernia brachyphylla är en tvåhjärtbladig växtart som beskrevs av Francis Whittier Pennell. Lindernia brachyphylla ingår i släktet Lindernia och familjen Linderniaceae. Inga underarter finns listade i Catalogue of Life.